# Spen Valley and District Football League
Spen Valley and District Association Football League là một giải bóng đá nằm ở Yorkshire, Anh. Giải đấu thành lập năm 1909 với tên gọi Spen Valley Sunday School League.
Giải đấu có tổng cộng 2 hạng đấu, cao nhất là Spen Valley League Premier Division, nằm ở Cấp độ 14 trong Hệ thống các giải bóng đá ở Anh và góp đội cho West Riding League.

## Các câu lạc bộ mùa giải 2015–16
Premier Division
- Athletico
- FC Girlington
- Hartshead Dự bị
- Hightown Jets
- Idle
- Palestino
- Salthorn Working Mens Club
- Savile United
- Savile Youth
- Vision Wyke
- Whitburn Athletic
- White Abbey Road

Division One
- Dewsbury Westside
- Howden Clough 'A'
- Inter Batley
- Mount Pleasant
- Norfolk
- Savile Town
- Smokin' Aces
- West End Park

## Các đội vô địch từng hạng đấu
Danh sách này không đầy đủ, bạn cũng có thể giúp mở rộng danh sách.
| Mùa giải | Division One           | Division Two             | Division Three        | Division Four    | Division Five |
| -------- | ---------------------- | ------------------------ | --------------------- | ---------------- | ------------- |
| 1920-21  | Gomersal               | Hightown Heighs Athletic |                       |                  |               |
| 1923-24  | Springfield Hall       | Norristhorpe Churches    |                       |                  |               |
| 1924-25  | Springfield Hall       | Norristhorpe Churches    | Cleckheaton St Luke's |                  |               |
| 1925-26  | Springfield Hall       |                          |                       |                  |               |
| 1926-27  | Drub Congregational    |                          |                       |                  |               |
| 1928-29  | Norristhorpe AFC       | Howden Clough W          |                       |                  |               |
| 1929-30  | Norristhorpe AFC       | Scandinavia Mills        |                       |                  |               |
| 1930-31  | Meltham Mills          | Battyeford Wanderers     |                       |                  |               |
| 1931-32  | Meltham Mills          | Cleckheaton St Luke's    |                       |                  |               |
| 1932-33  | Ravensthorpe           | Clifton                  |                       |                  |               |
| 1933-34  | Ravensthorpe           | Heck. Brighton St        |                       |                  |               |
| 1934-35  | Thornhill Edge         | Lower Hopton             |                       |                  |               |
| 1935-36  | Brighton Street        | White Lea                |                       |                  |               |
| 1936-37  | Lower Hopton           | Hartshead Church         |                       |                  |               |
| 1937-38  | Hartshead Church       |                          |                       |                  |               |
| 1938-39  | Hartshead Church       |                          |                       |                  |               |
| 1939-40  | Hightown Park View     | Ravnsthorpe YMCA         | Birstall St Pat       |                  |               |
| 1947-48  | Birstall Kirkgate      |                          |                       |                  |               |
| 1948-49  | Liversedge             |                          |                       |                  |               |
| 1951-52  | Gomersal Parish Church |                          |                       |                  |               |
| 1952-53  |                        |                          |                       |                  |               |
| 1953-54  | Birstall Rovers        |                          |                       |                  |               |
| 1954-55  | Millbridge Old Boys    | Norristhorpe Meth        |                       |                  |               |
| 1955-56  | Millbridge Old Boys    |                          |                       |                  |               |
| 1956-57  | Millbridge Old Boys    |                          |                       |                  |               |
| 1957-58  | Gomersal Mills         |                          |                       |                  |               |
| 1958-59  | Birstall St Pat        |                          |                       |                  |               |
| 1959-60  | Birstall St Pat        |                          |                       |                  |               |
| 1960-61  | Littletown             |                          |                       |                  |               |
| 1961-62  | Hightown               | Thornhill Coll           |                       |                  |               |
| 1962-63  | Hightown               |                          |                       |                  |               |
| 1963-64  | Hightown               | Flush Sports             |                       |                  |               |
| 1964-65  | Hightown               | Allerton Rovers          |                       |                  |               |
| 1965-66  | Allerton Rovers        | Thornhill Edge           | Norristhorpe Nibs     |                  |               |
| 1966-67  | TS Harrison            | BBA                      | Heckmondwike YC       | Bruntcliffe WMC  |               |
| 1967-68  | Allerton Rovers        | Staincliffe              | Bruncliffe WMC        | Littletown Dự bị | Shaw United   |
| 1968-69  | Allerton Rovers        | Birkenshaw WMC           | Bowling United        | White Lee        |               |
| 1969-70  | Hightown               | Spen United              | Ravensthorpe I        | Thornhill Edge   |               |
| 1970-71  | Allerton Rovers        | Gomersal                 | Earlsheaton           |                  |               |
| 1971-72  | Allerton Rovers        | Earlsheaton              | Gomersal Mills        |                  |               |
| 1972-73  | Littletown             | Shaw United              | Toby United           |                  |               |
| 2005–06  | Salfia Rangers         | Wyke Wands               |                       |                  |               |
| 2006–07  | Soothill               |                          |                       |                  |               |
| 2007–08  | Dewsbury Westside      | George Healey            |                       |                  |               |
| 2008–09  | Black Horse White Lee  | Jardys                   |                       |                  |               |
| 2009–10  | Ravensthorpe Rangers   | Sporting Armley          |                       |                  |               |
| 2010–11  | Oakwell                | West Bradford Spartans   |                       |                  |               |
| 2011–12  | Bradford               | Vision                   |                       |                  |               |
| 2012–13  | Bradford               | Soothill                 |                       |                  |               |
| 2013–14  | Route 1 Rovers         | Marsh                    |                       |                  |               |
| 2014–15  | TVR United             | Palestino                |                       |                  |               |